# Warriors of Virtue
Warriors of Virtue é um filme americano-chinês de 1997 dirigido por Ronny Yu.

## Sinopse
Ryan Jeffers (Mario Yedidia) é um estudante do ensino médio com uma desabilidade em sua pernas que deixou ele sem participar de várias atividades na escola que ele queria fazer parte. Ele gasta a maior parte de seu tempo lendo revistas em quadrinhos e imaginando outros mundos aonde ele poderia ter grandes aventuras. Um dia, ele parou em seu restaurante favorito chamado Ming's e, depois de um curto encontro com o chefe de cozinha, Ming (Dennis Dun), que atualmente é um bom amigo de Ryan. Ele deu a Ryan um manuscrito de Tao que representa os cinco elementos que fazer sua mitologia, lendo o livro Ryan encontra o perfeito encantamento. Ryan falou que não precisa de nenhum livro de "Auto-ajuda", mas ele pegou o manuscrito.

## Recepção
Guerreiros da Virtude recebeu muitas críticas negativas dos críticos. Kale Klein, crítico do Carlsbad Current-Argus, vomitou durante as primeiras cenas. Em um episódio do Siskel e Ebert, Gene Siskel votou falando mal e descreveu o Guerreiro da Virtude como "Um filme genérico feito para o mercado de ação mundial, uma mistura barata de Power Rangers e Tartarugas Ninjas." Roger Ebert também votou negativamente, no entanto ele gostou do design de Eugenio Zanetti e disse na review que "Ele fez um grande trabalho para uma história estúpida." Atualmente ele está com 10% nas votações do Rotten Tomatoes.